# Cucurella
 Cucurella es un cultivo de higuera de tipo higo común Ficus carica, unífera (con una sola cosecha por temporada, los higos de otoño), de higos de epidermis con color de fondo morado con sobre color púrpura. Es oriunda de Bellpuig en la provincia de Lérida en Cataluña, España.

## Sinonimia
- „De la Gota de Miel“ en Bellpuig Cataluña,[4][5][6]
- „178“,
- „184“.

## Historia
Esta variedad se cultivaba en Bellpuig (Lérida) de donde es originaria, actualmente está prácticamente olvidada, se encuentra en recopilatorios para su estudio y mejora de sus cualidades.
El nombre "Cucurella" proviene de una malformación del higo. "Curull" es una palabra catalana que corresponde a lo que va más allá del ras hasta el borde.
Varias expresiones catalanas usan esta palabra. Hubo campesinos que pudieron poner más vegetales en el "curull" que en la canasta.

La variedad cucurella se describe en el DCVB y su nombre se le dio a una calle de Barcelona. En Barcelona, había una calle de "Higuera Cucurella" (siglo XV), el nombre de la calle de Cucurella entonces es actualmente calle de Cucurulla (cf.)

No confundir con la variedad bifera de origen balear (oriunda de Manacor (Baleares) España) 'Cucarella' o 'Cuques' de color de piel verde amarillento.

## Características
La higuera 'Cucurella' es una variedad unifera de tipo higo común. Árbol vigoroso, follaje denso, hojas de verde intenso mayoritariamente trilobuladas en cuyos lóbulos hay dientes presentes y sus márgenes son ondulados. 'Cucurella' es de un rendimiento medio alto de producción dehigos de otoño.
Los higos 'Cucurella' son higos cónicos alargados piriformes, que no presentan frutos aparejados, de unos 37 gramos en promedio, de epidermis de color de fondo morado con sobrecolor púrpura.  Con un ºBrix (grado de azúcar) de 22 de bajo contenido de azúcar, son de consistencia fuerte y piel muy gruesa, con color de la pulpa rosado intenso. De una calidad media-baja en su valoración organoléptica, son de un inicio de maduración sobre el 8 de agosto hasta el 22 de septiembre y de rendimiento medio alto.